# Сержиньйо (футболіст, 1986)
Сержіо Антоніо Боржес Жуніор (порт. Sérgio Antônio Borges Júnior), більш відомий як Сержиньйо (порт. Serginho, нар. 4 серпня 1986, Контажен) — бразильський футболіст, півзахисник клубу «Акхісар Беледієспор».

## Ігрова кар'єра
Займався футболом у академіях клубів «Віла-Нова» (Нова-Ліма) та «Атлетіко Мінейру». У дорослому футболі дебютував 2007 року виступами за «Атлетіко Мінейру», з якою того ж року виграв чемпіонат штату, але основним гравцем не став, взявши участь лише у 3 матчах чемпіонату. В результаті цього протягом 2008 року захищав на правах оренди кольори клубу КРБ.
Повернувшись в «Атлетіко Мінейру» Сержиньйо поступово став основним гравцем клубу. Цього разу відіграв за команду з Белу-Орізонті наступні чотири з половиною сезони своєї ігрової кар'єри. За цей час ще тричі виграв з командою чемпіонат штату Мінас-Жерайс, а 2012 року став віце-чемпіоном Бразилії.
Згодом з 27 травня 2013 року Сержиньйо півтора року грав на правах оренди у складі «Крісіуми», а у сезоні 2015 року, також в оренді, грав за «Васко да Гаму». Більшість часу, проведеного у складі обох команд, був основним гравцем команди, крім того з другою командою став переможцем чемпіонату штату Ріо-де-Жанейро.
На початку 2016 року став гравцем клубу «Спорт Ресіфі», де провів один рік і на початку 2017 року став гравцем еміратського «Аль-Васла». В азійській команді теж надовго не затримався і вже влітку перейшов у турецький «Акхісар Беледієспор». Цій команді бразилець допоміг виграти свій перший професійний трофей в історії — Кубок Туреччини 2017/18, а потім здобути і Суперкубок країни, здолавши в серії пенальті «Галатасарай». Станом на 11 грудня 2018 року відіграв за команду з Маніси 29 матчів в національному чемпіонаті.

## Титули і досягнення
- Переможець Ліги Мінейро (4):

«Атлетіко Мінейро»: 2007, 2010, 2012, 2013
- Переможець Ліги Каріока (1):

«Васко да Гама»: 2015
- Володар Кубка Туреччини (1):

«Акхісар Беледієспор»: 2017–18
- Володар Суперкубка Туреччини (1):

«Акхісар Беледієспор»: 2018